# Rannu

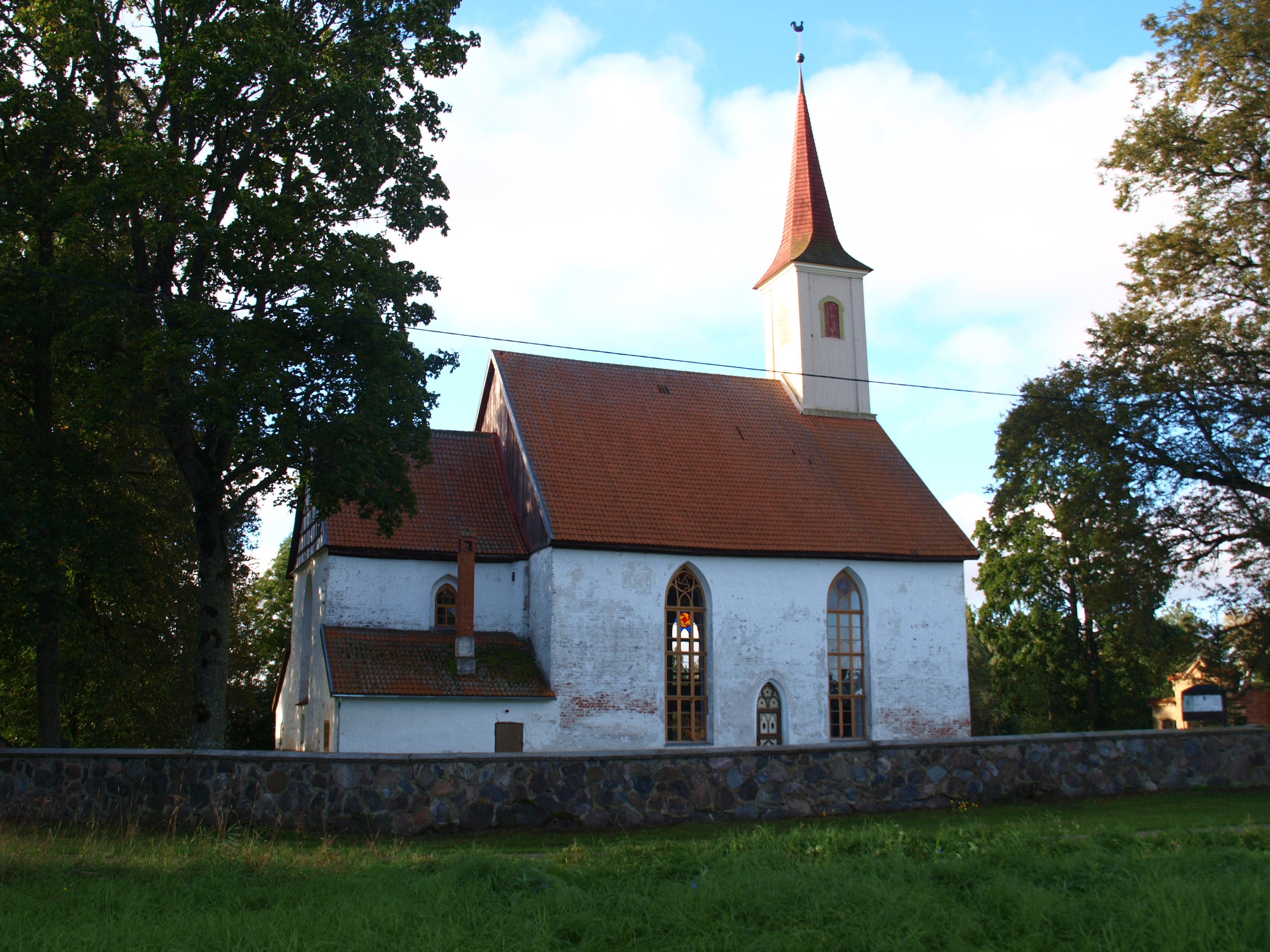
St.-Martins-Kirche

Rannu (deutsch: Randen) ist eine ehemalige Landgemeinde im estnischen Kreis Tartu mit einer Fläche von 158,1 km². Sie hatte 1745 Einwohner (2010). Seit 2017 gehört Rannu zur Landgemeinde Elva. Verwaltungssitz war das Dorf Vallapalu. Daneben gehörten zur Gemeinde die Dörfer Ervu, Järveküla, Kaarlijärve, Kipastu, Koopsi, Kulli, Kureküla, Neemisküla, Noorma, Paju, Sangla, Suure-Rakke, Tamme, Utukolga, Väike-Rakke, Vehendi und Verevi.
Die Vasallenburg Randen wurde 1288 erstmals urkundlich erwähnt. Sie wurde im Livländischen Krieg 1558 zerstört.
Die evangelische St.-Martins-Kirche in Neemisküla wurde wahrscheinlich in der ersten Hälfte des 15. Jahrhunderts im spätgotischen Stil errichtet. Der Grundriss des Längsbaus der Kirche ist nahezu quadratisch, der Chorraum rechteckig. 
Im Jahre 1800 wurde der Pastor Friedrich Seider in Randen wegen des Besitzes verbotener Bücher nach Sibirien verbannt, was damals zu erheblichem Aufsehen führte.
Wirtschaftlich prägend sind Milchwirtschaft, Rapsanbau und der Bau von Blockhäusern. Landschaftlich sehenswert ist der Küstenstreifen am Võrtsjärv mit seiner 8 m hohen Steilküste. Kulturell lohnt ein Besuch des Gutshauses von Tamme (deutsch: Tammenhof), das im 17. Jahrhundert erbaut wurde.

## Bedeutende Persönlichkeiten
- Barbara von Tisenhusen, 1533–1553, historisches Vorbild für die gleichnamige Oper
- Friedrich Samuel Seider, 1766–1834, Pastor in Randen, wegen Besitzes verbotener Bücher verbannt[2]
- Ernst Enno, 1875–1934, estnischer Lyriker und Kinderbuchautor
- Siegfried von Sivers, 1887–1956, deutschbaltischer Aktivist, Arzt und Schriftsteller
- Herbert Tampere, 1909–1975, estnischer Volkskundler und Musikwissenschaftler